# Kulata
Kulata (bulgariska: Кулата) är ett distrikt i Bulgarien. Det ligger i kommunen Obsjtina Petritj och regionen Blagoevgrad, i den sydvästra delen av landet, 150 km söder om huvudstaden Sofia.
Trakten runt Kulata består till största delen av jordbruksmark. Runt Kulata är det mycket glesbefolkat, med 5 invånare per kvadratkilometer.